# Крані
Крані (мак. Крани) — село в общині Ресен, у Північній Македонії. Село знаходиться в долині на західних схилах гірського масиву Пелістер. Відстань до адміністративного центру общини Ресена складає 24 км. На сході межує з селом Арваті. В кілометрі на захід від центру села знаходиться берег озера Преспа. Через село тече річка Кранська.
В Крані знаходиться школа, відділення пошти, амбулаторія, будинок культури. В селі зупиняється автобус з села Дольно-Дупені до Ресена. На межі з селом Арваті знаходиться спільна для обох сіл мечеть, а в центрі села — православна церква Успіння Богородиці.
Територія села складає 6,8 км², більшість з яких (445 га) припадає на сільськогосподарські угіддя. 99 га знаходяться під пасовищами.

## Історія
За переказами назва села походить від етноніма «українці», у зв'язку з мешканням там кількох українців. Крані згадуються в низці історичних джерел XVI-XVII століть, коли воно знаходилося в володіннях Османської імперії.

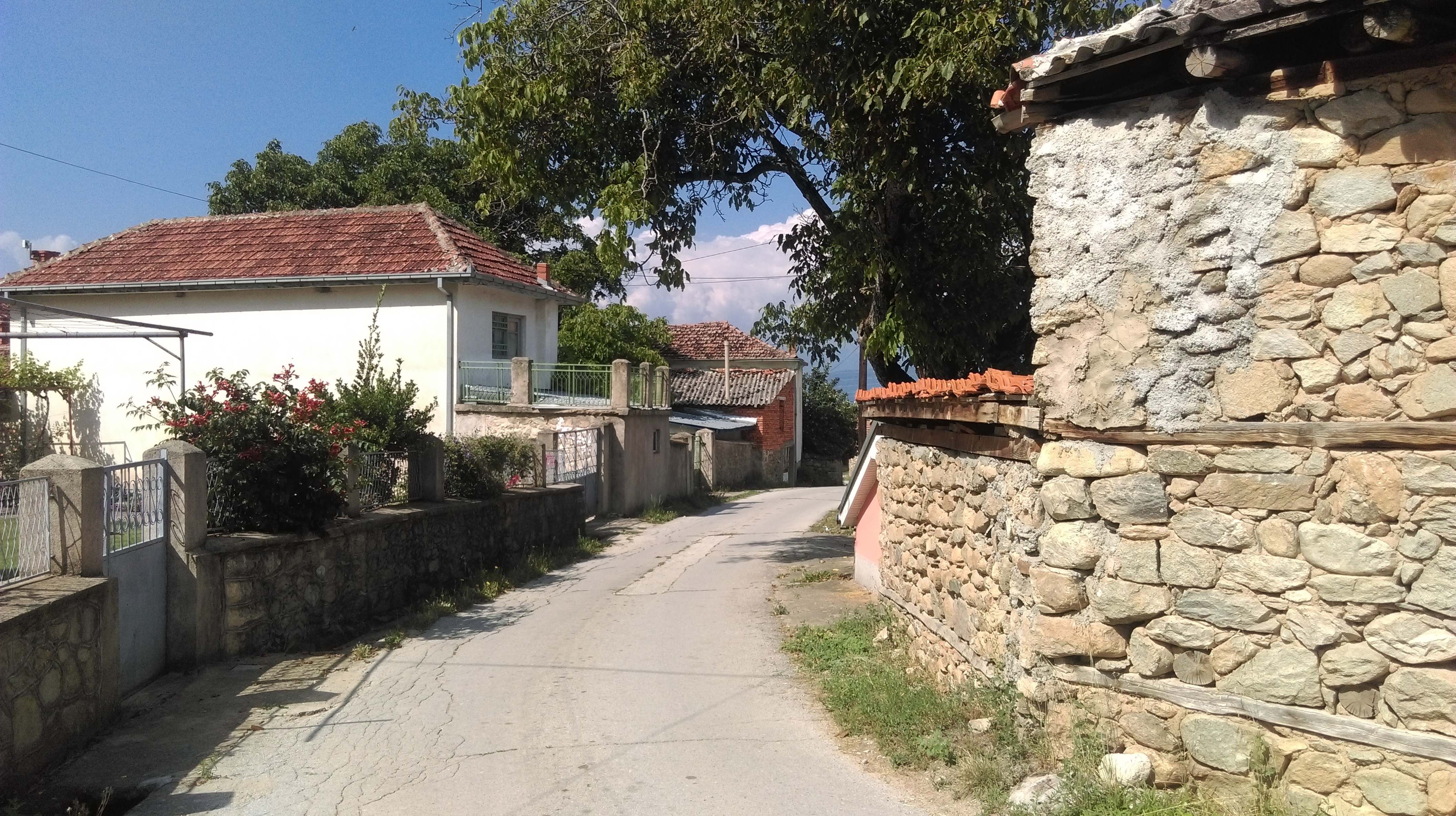
Одна з вулиць Крані

## Населення та мови
Основне заняття населення — вирощування яблук.
У 1961 році в селі налічувалось 1050 мешканців, 711 з яких були етнічні албанці, а 336 — македонці. У 1994 році в Крані мешкало лише 529 осіб, зокрема 373 албанці, 136 македонців, 20 іншого походження. Станом на 2005 рік у селі мешкало 416 осіб, з яких 305 албанців та 103 македонці.
Місцеві мешканці спілкуються македонською та албанською мовами. Як і в Арваті, у Крані спостерігається унікальна для Північної Македонії ситуація білінгвізму. Тоді як в інших місцевостях обома мовами володіють лише албанці, а македонці албанську не знають, у цьому селі двомовними є більшість чоловіків уродженців Арваті й Крані (жінки традиційно походять з інших навколишніх сіл, моноетнічно македонських). Македонська й албанська спільноти мешкають разом, без територіального відокремлення. Мова, якою розмовляють етнічні македонці, належить до горнопреспанського говору. Албанці зазвичай володіють місцевим албанським говором, македонським говором, літературною македонською мовою. Мовою повсякденного спілкування всіх чоловіків є албанська, македонська використовується в офіційному спілкуванні та всередині македонської православної спільноти.

## Економіка
Крані розглядається як одне з перспективних сіл для екологічного туризму на берегах озера Преспа. Припускається можливість одночасного розміщення близько 3 тисяч туристів у готелі, бунгало, трейлерах та наметах на території села.